# Харрогейт (Теннесси)
Харрогейт, ранее статистически обособленная местность Харрогейт-Шавани (англ. Harrogate) — крупнейший город в округе Клейборн (штат Теннесси, США). Он примыкает к национальному историческому парку Камберленд-Гап.
Населённый пункт был известен как «Харрогейт» с XIX века, но не был зарегистрирован под этим названием до 1993 года. По данным переписи населения 2010 года, население Харрогейта составляло 4389 человек. Он считается университетским городом: главный кампус Мемориального университета Линкольна расположен полностью на территории Харрогейта.
До инкорпорации Бюро переписи населения США рассматривало Харрогейт как статистически обособленную местность (CDP) под названием Харрогейт-Шавани. Во время переписи 2000 года население CDP Харрогейт-Шавани составляло 2865 человек.

## География
Харрогейт расположен на 36°34′56″ с. ш. 83°39′25″ з. д. (37.811324, −82.806780). По данным Бюро переписи населения США, общая площадь города составляет 20 км2.
Невключённая территория Шавани расположена к востоку от городской черты Харрогейта.

## История
В 1880-х годах предприниматель по имени Александр Артур (1846—1912) и несколько его компаньонов основали фирму под названием American Association, Ltd., основной целью которой была разработка железорудных и угольных ресурсов в районе Камберленд-Гап. Артур основал Мидлсборо (штат Кентукки), где проживали работники и было установлено оборудование компании, и построил железнодорожную линию, соединяющую Мидлсборо с Ноксвиллом (штат Теннесси). Артур верил, что Мидлсборо вырастет в большой промышленный город, так называемый «Питтсбург Юга». В 1888 году он основал город Харрогейт, который, по его замыслу, должен был стать пригородом для элиты Мидлсборо.
Артур и Американская ассоциация потратили около двух миллионов долларов на развитие Харрогейта, жемчужиной которого стал отель «Четыре сезона» на 700 номеров, считавшийся в то время самым большим отелем в США. Отель включал роскошную столовую, казино и отдельный санаторий. Экономическая паника начала 1890-х годов и последующий крах лондонских финансовых спонсоров Артура привели к гибели American Associates, и отель «Четыре сезона» был продан и разобран.
В 1974 году население Харрогейта продолжало расти быстрыми темпами, что привело к строительству новой средней школы, обслуживающей как учащихся Харрогейта, так и соседнего города Камберленд-Гап. В 1993 году Харрогейт получил статус самостоятельного города и продолжал демонстрировать самый быстрый рост населения среди всех округов округа Клейборн. Мемориальный университет Линкольна тоже расширялся, и в кампусе университета появились новые общежития, спортивная арена. Университет открыл новые курсы, медицинскую программу и заключил партнёрство с японской международной старшей школой Канто.
К концу 2000-х годов в городе была построена система очистки сточных вод после участившихся случаев загрязнения грунтовых вод из-за неработающих систем септиков.

## Демография

### Статистически обособленная местность
По данным переписи населения 2000 года, в статистически обособленной местности (CDP) Харрогейт-Шавани проживало 2865 человек, насчитывалось 1032 домохозяйства и 747 семей. Плотность населения составляла 265,9 жителей на км2. Имелась 1091 единица жилья при средней плотности 101,3/км². Расовый состав CDP состоял из 94,73 % белых, 0,94 % афроамериканцев, 0,42 % коренных американцев, 0,94 % азиатов, 0,17 % представителей других рас и 2,79 % представителей двух или более рас. Латиноамериканцы составляли 0,52 % населения.
В городе насчитывалось 1032 домохозяйства, из которых в 27,5 % проживали дети в возрасте до 18 лет, 56,4 % составляли супружеские пары, 12,8 % — незамужние женщины, и 27,6 % — несемейные домохозяйства. 23,2 % всех домохозяйств состояли из отдельных лиц, а в 9,9 % проживал один человек в возрасте 65 лет и старше. Средний размер домохозяйства составлял 2,40, а средний размер семьи — 2,83. Возрастное распределение: 20,5 % — до 18 лет, 14,7 % — от 18 до 24 лет, 24,2 % — от 25 до 44 лет, 25,1 % — от 45 до 64 лет и 15,6 % — 65 лет и старше. Медианный возраст составил 38 лет. На каждые 100 женщин приходилось 84,7 мужчин. На каждые 100 женщин в возрасте 18 лет и старше приходилось 83,2 мужчины.
Медианный доход домохозяйства в CDP Харрогейт-Шавани составлял $34 227, а медианный доход семьи — $44 492. Медианный доход мужчин составил $36 000, в то время как у женщин — $25 036. Доход на душу населения в ОДЗ составлял $15 585. Около 7,2 % семей и 20,2 % населения находились за чертой бедности, включая 17,0 % лиц моложе 18 лет и 5,5 % лиц в возрасте 65 лет и старше.

### Город
Когда Харрогейт был зарегистрирован как самостоятельный город, население города составляло примерно 2700 человек, но с тех пор население увеличилось в результате присоединения территорий. По данным Бюро переписи населения США на 2003 год, население города составляло 3974 человека. В 2006 году население оценивалось в 4425 человек, что делает Харрогейт самым большим городом в округе Клейборн.

## Образование и культура
Мемориальный университет Линкольна, частный четырёхлетний гуманитарный частный университет с совместным обучением, основанный в 1897 году, расположен в Харрогейте. В университетской библиотеке и музее имени Авраама Линкольна хранится большая коллекция памятных вещей, связанных с тезкой университета, Авраамом Линкольном и Гражданской войной. Мемориал Линкольна является головным учреждением Колледжа остеопатической медицины Дебуска, первой остеопатической медицинской школы в штате Теннесси.
Государственные школы в Харрогейте — это начальная школа Эллен Майерс, средняя школа H.Y. Livesay и объединённая школа Фордж-Ридж.
Средняя школа Камберленд-Гап находится в Харрогейте, но имеет адрес в Камберленд-Гап. Здесь же находится христианская академия Tri-State.
В городском дендрарии имени Дэниела Буна содержится более 50 видов местных деревьев.

## Города-побратимы
- Харрогит, Великобритания